# Albert van Schwarzburg
Albert van Schwarzburg (gestorven: 15 maart 1327), ook bekend als Albertus Alamanus en Albertus de Nigro Castro, was een edelman uit Thüringen die hoge functies bekleedde in de Orde van Sint-Jan van Jeruzalem.

## Biografie
Albert van Schwarzburg werd geboren als de derde zoon van graaf Gunther V van Schwarzburg en zijn eerste vrouw Irmgard. Omstreeks 1306 was hij binnen de Orde van Sint-Jan van Jeruzalem opgeklommen tot maarschalk. In de Orde werd hij een beschermeling van grootmeester Foulques de Villaret. In 1310 had hij een belangrijk aandeel in de restoratie van koning Hendrik II van Cyprus, die drie jaar eerder was afgezet.
Twee jaar later werd Albert van Schwarzburg benoemd tot de diplomaat van de Orde en in deze functie reisde hij langs de vele koninklijke hoven van Europa. Ook werd hij in dat jaar belast met het in kaart brengen van de goederen die de Orde had gekregen na de opheffing van de Tempeliers. Pas na drie jaar keerde hij terug op Cyprus. Toen hij zijn functies op Cyprus in 1317 neerlegde voerde hij jarenlang strijd tegen de Ottomanen vanaf Rhodos. Hij wist de Ottomanen in de slag bij Chios te verslaan waardoor de Orde de macht verkreeg over het eiland Leros.
Tussen 1323 en 1325 reisde Van Schwarzburg opnieuw door Europa, ditmaal lag zijn focus op Centraal-Europa en kwam hij ook in dienst van keizer Lodewijk de Beier die hij vertegenwoordigde aan het pauselijk hof in Avignon. De laatste paar jaar van zijn leven diende hij als prior in het huidige Duitsland. Hij overleed in 1327 en werd begraven in de priorij in Würzburg.